# NGC 5421B
NGC 5421B (другие обозначения — UGC 8941, IRAS13594+3403, MCG 6-31-45, KUG 1359+340, MK 665, ZWG 191.33, 1ZW 78, KCPG 407B, VV 120, ARP 111, PGC 49950) — галактика в созвездии Гончие Псы.
Этот объект не входит в число перечисленных в оригинальной редакции «Нового общего каталога» и был добавлен позднее.